# ینی شریف
ینی شریف (به لاتین: Yeni Şərif) یک منطقه مسکونی در جمهوری آذربایجان است که در شهرستان بالاکن واقع شده است. ینی شریف ۳۰۸۶ نفر جمعیت دارد.